# Grand Prix Hassan II 2001
Grand Prix Hassan II 2001 — тенісний турнір, що проходив на ґрунтових кортах у місті Касабланка, Марокко з 9 квітня . Належав до категорії ATP International Series.

## Фінальна частина

### Одиночний розряд
Гільєрмо Каньяс —  Томмі Робредо 7–5, 6–2

### Парний розряд
Майкл Гілл /  Джефф Таранго —  Пабло Альбано /  Девід Макферсон 7–6(7–2), 6–3